# Henry Jameson
Henry Wood Jameson (Saint Louis, Missouri, 19 d'abril de 1883 - Pittsburgh, Pennsylvania, 7 de març de 1938) va ser un futbolista estatunidenc que va competir a primers del segle xx. El 1904 va prendre part en els Jocs Olímpics de Saint Louis, on guanyà la medalla de bronze en la competició de futbol com a membre del St. Rose Parish. Era germà del també futbolista Claude Jameson.